# فروگداد
فروگداد یکی از نجیب‌زادگان ایرانی در زمان حکومت شاهنشاه خسرو انوشیروان ساسانی (حک. ۵۳۱–۵۷۹) بود. او در سال ۵۷۸/۵۷۹ برای مذاکره با امپراتور تیبریوس دوم بیزانس دربارهٔ صلح به قسطنطنیه فرستاده شد و با دریافت شرایط تیبریوس برای صلح، به ایران بازگشت.